# Pont Vell de Marnel

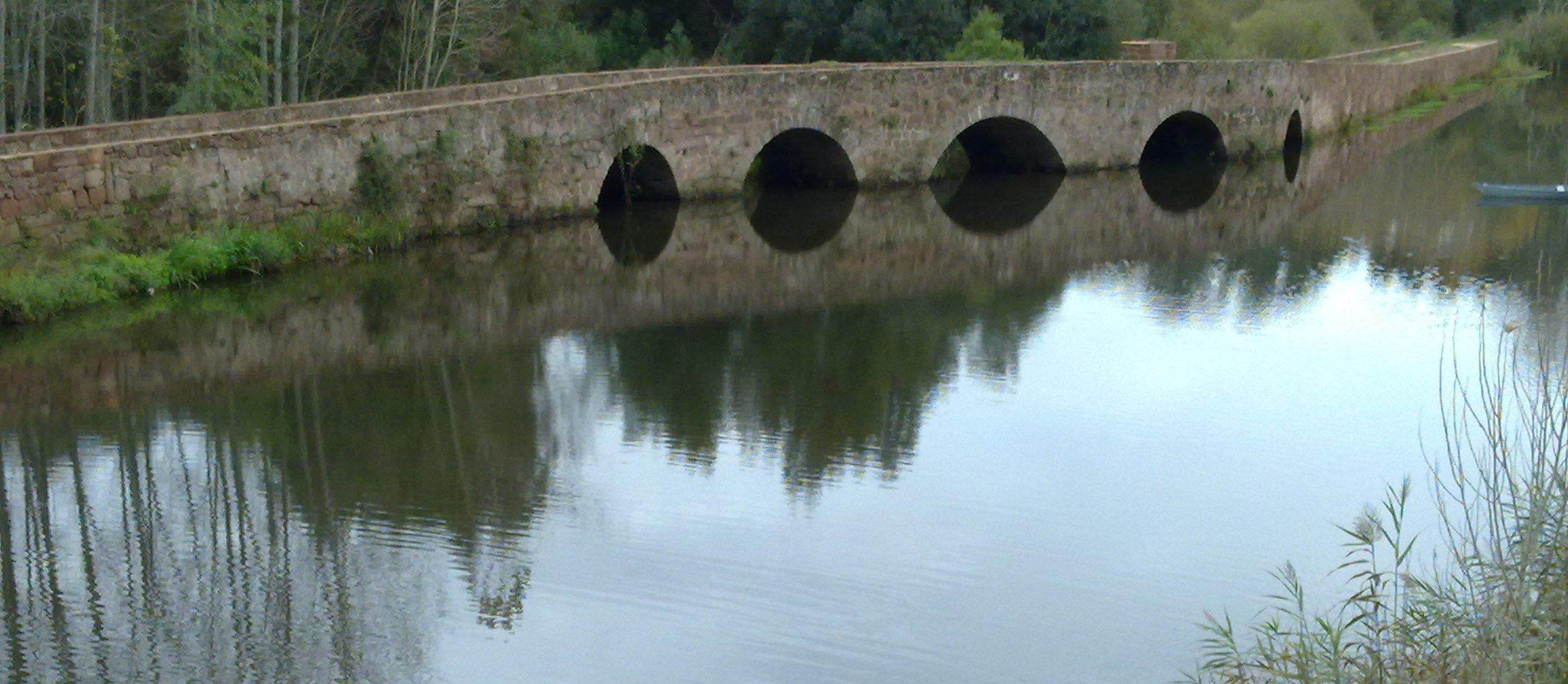
Pont medieval sobre el riu Marnel

El Pont Medieval de Marnel, també conegut com Pont de Cabeço de Vouga, es troba a la freguesia de Lamas do Vouga, al municipi d'Águeda, districte d'Aveiro, a Portugal.

## Història
Situat damunt el riu Marnel, afluent del Vouga, aquest pont de cinc arcs degué construir-se en la primera meitat del segle XIV, llavors conegut com «pont nou del Marnel», cosa que suggereix l'existència d'un pont anterior al mateix riu. Aquest pont ha sofert reparacions i reconstruccions al llarg dels segles.
Aquest pont formava part de la carretera coimbrã, que connectava la ciutat de Porto i el nord-oest de Portugal amb Coïmbra, i seguia de prop la vella via romana.
Està classificat com a Immoble d'Interés Públic des de 1956. El decret l'identifica així: "Pont de Cabeço do Vouga, situat a 100 m de la carretera nacional núm. 1, al km 250,440." Al contrari del que de vegades apareix escrit, el pont classificat al 1956 no és el monumental pont vell del riu Vouga, sobre el qual encara passava la carretera nacional al 1956, sinó el pont més petit sobre el riu Marnel.